# Polonghera
Polonghera – miejscowość i gmina we Włoszech, w regionie Piemont, w prowincji Cuneo.
Według danych na rok 2004 gminę zamieszkiwało 1136 osób, 113,6 os./km².